# Fathi Kamel
Fathi Kamel Marzouq, né le 23 mai 1955 à Koweït (Koweït), est un footballeur international koweïtien.

## Biographie
Il est considéré comme l'un des plus talentueux footballeurs koweïtiens des années 1970 et 1980.
Il aide son pays à se qualifier à la coupe du monde 1982 en inscrivant un but contre la Nouvelle-Zélande.
Fathi aide également son pays à remporter la coupe d'Asie des nations 1980, et est le meilleur buteur de celle de 1976 avec trois buts. Il joue aussi avec son pays aux Jeux olympiques d'été de 1980.